# النهر الجاف
النهر الجاف (المقاطعة الشمالية)
النهر الجاف:  هو نهر جاف في الإقليم الشمالي من أستراليا، وهو أحد روافد نهر الملك الذي يصب في نهاية المطاف  في بحر تيمور، مستجمعات المياه في النهر تغطي مساحة 3،000 كيلومتر مربع، والأجزاء الشرقية من مستجمعات المياه تحدها هضبة ستورت، الخور الغربي كان ذات مرة الرافد الرئيسي للنهر الجاف لكنه الآن يتدفق في خور إسلي (Elsey Creek).